# Noel Schmidt
Noel Schmidt (* 8. August 1996) ist ein deutscher Moderator, Comedian und Musiker. Bekannt wurde er durch seine Arbeit beim hessischen Radiosender YOU FM. Danach folgten die Comedy-Talkshows noeldorado & Die Streetshow mit Noel, in der Gäste wie Enissa Amani, Manuellsen und Parshad Esmaeili zu Gast waren. Die beiden Shows kommen vom Hessischen Rundfunk.
Neben seiner Tätigkeit in Radio und Fernsehen moderiert Schmidt auch Events wie das Landesfinale „Jugend debattiert“ im hessischen Landtag in Wiesbaden und Veranstaltungen des Hessischen Rundfunks wie die jungen Konzerte des Hr-Sinfonieorchesters und die Eröffnung des Creator Rooms.

## Nominierungen
- Deutscher Radiopreis 2024: "Bester Newcomer" nominiert (neben 23 anderen) für seine Arbeit bei YOU FM.[6]
- Grimme Preis 2025 - nominiert (neben 5 anderen) für seine Show noeldorado in der ARD Mediathek.[7][8]